# Haus Arnim
Haus Arnim ist ein ehemaliges Herrenhaus des Gutsbesitzers Friedrich Henning von Arnim zu Oberlößnitz, als Rittergutsbesitzer auch zu Oberau und Crossen. Das Anwesen lag am Rande von Oberlößnitz, heute Stadtteil von Radebeul, in der Waldstraße 20f. Die noch an der Straße stehenden Nebengebäude haben die Hausnummern 20 und 20g. Die vom Baumeister Moritz Ziller zwischen 1860 und 1862 errichteten Gebäude könnten nach der Datierung der Signatur mit „Ziller jun.“ seine erste eigenständige Arbeit nach Eintritt in die väterliche Baufirma gewesen sein.

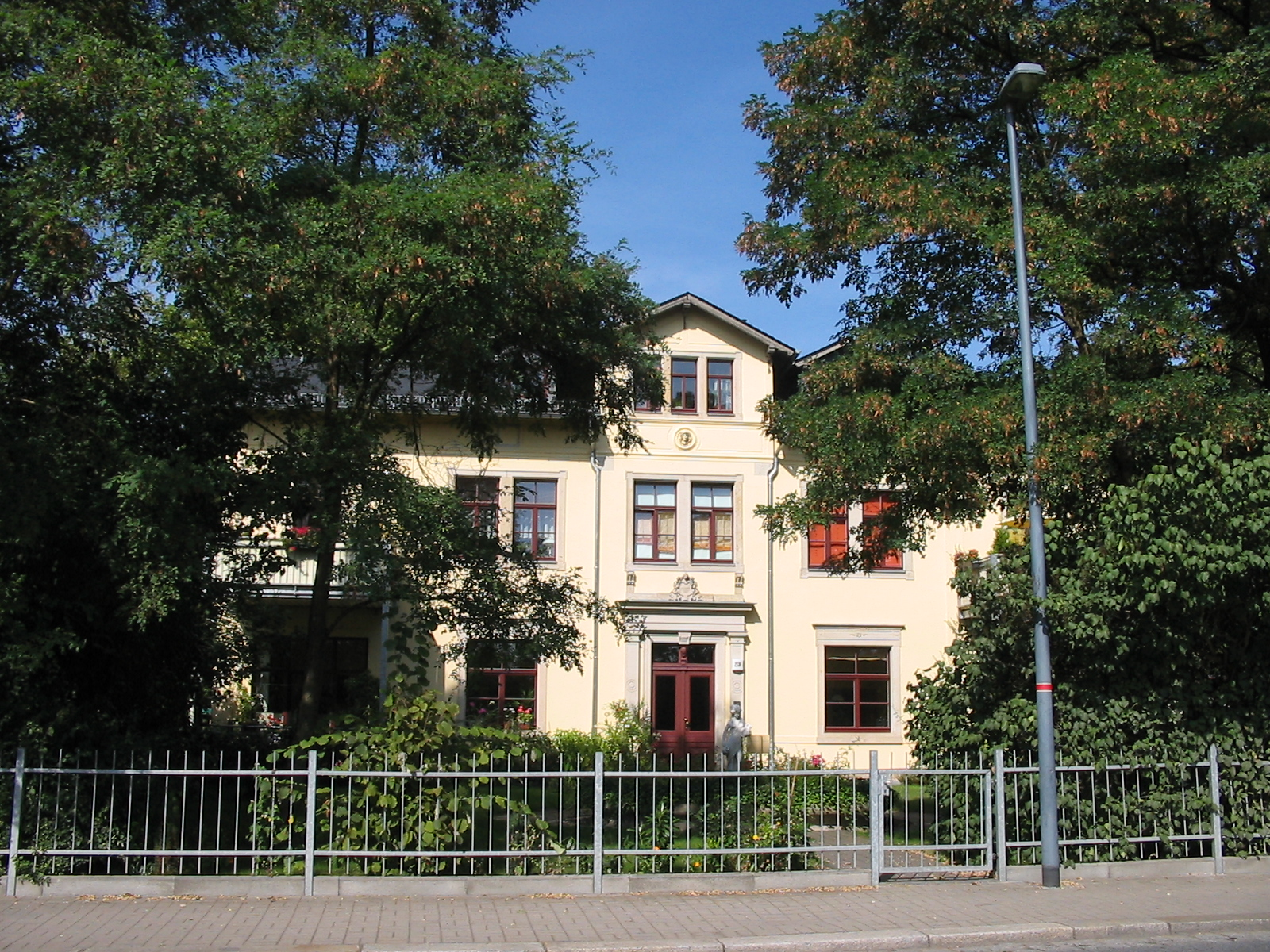
Haus Arnim, Straßenansicht mit Vorgartenbäumen

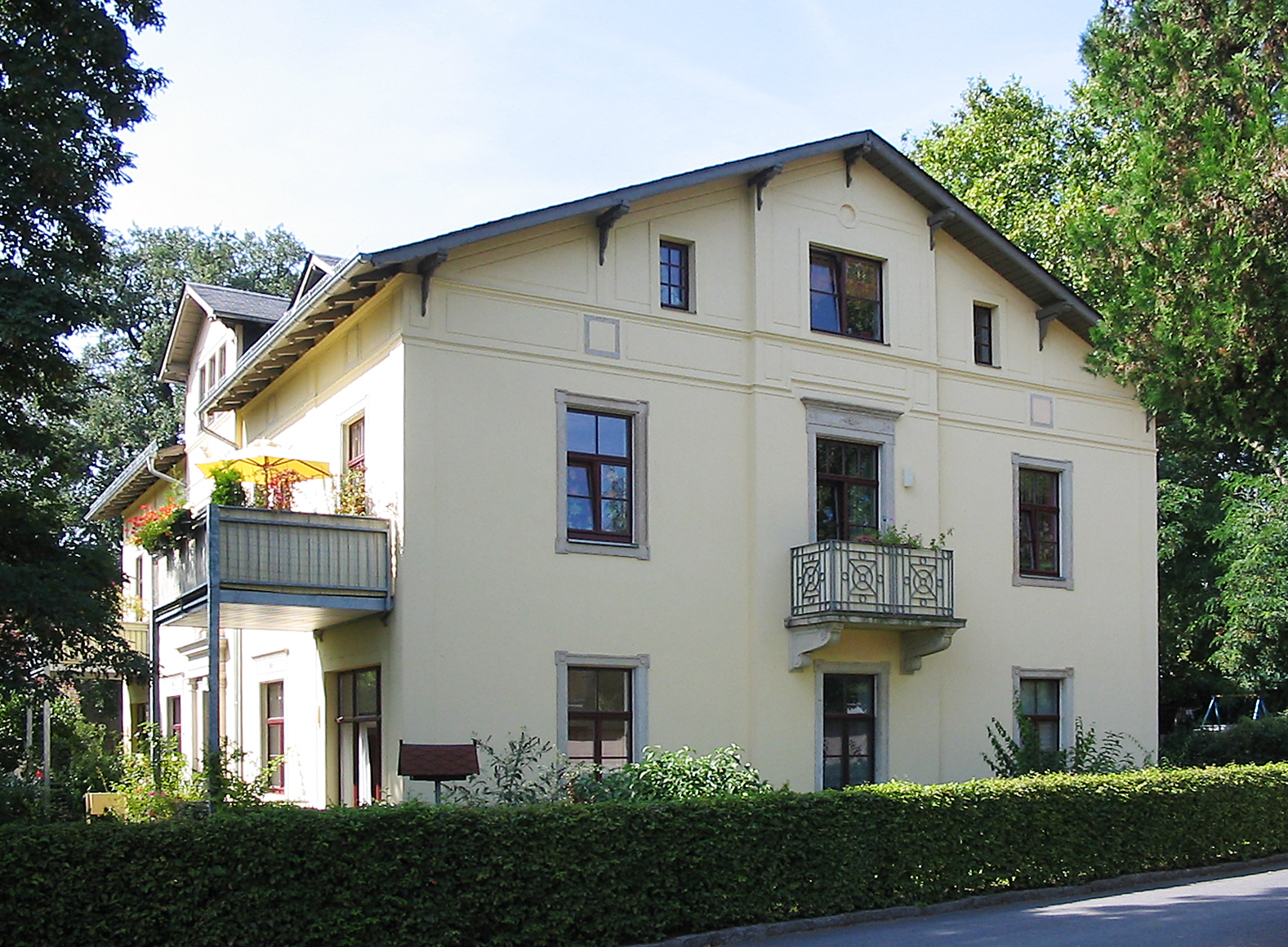
Haus Arnim. Links ist die Straßenfront mit Vorgarten.

## Beschreibung

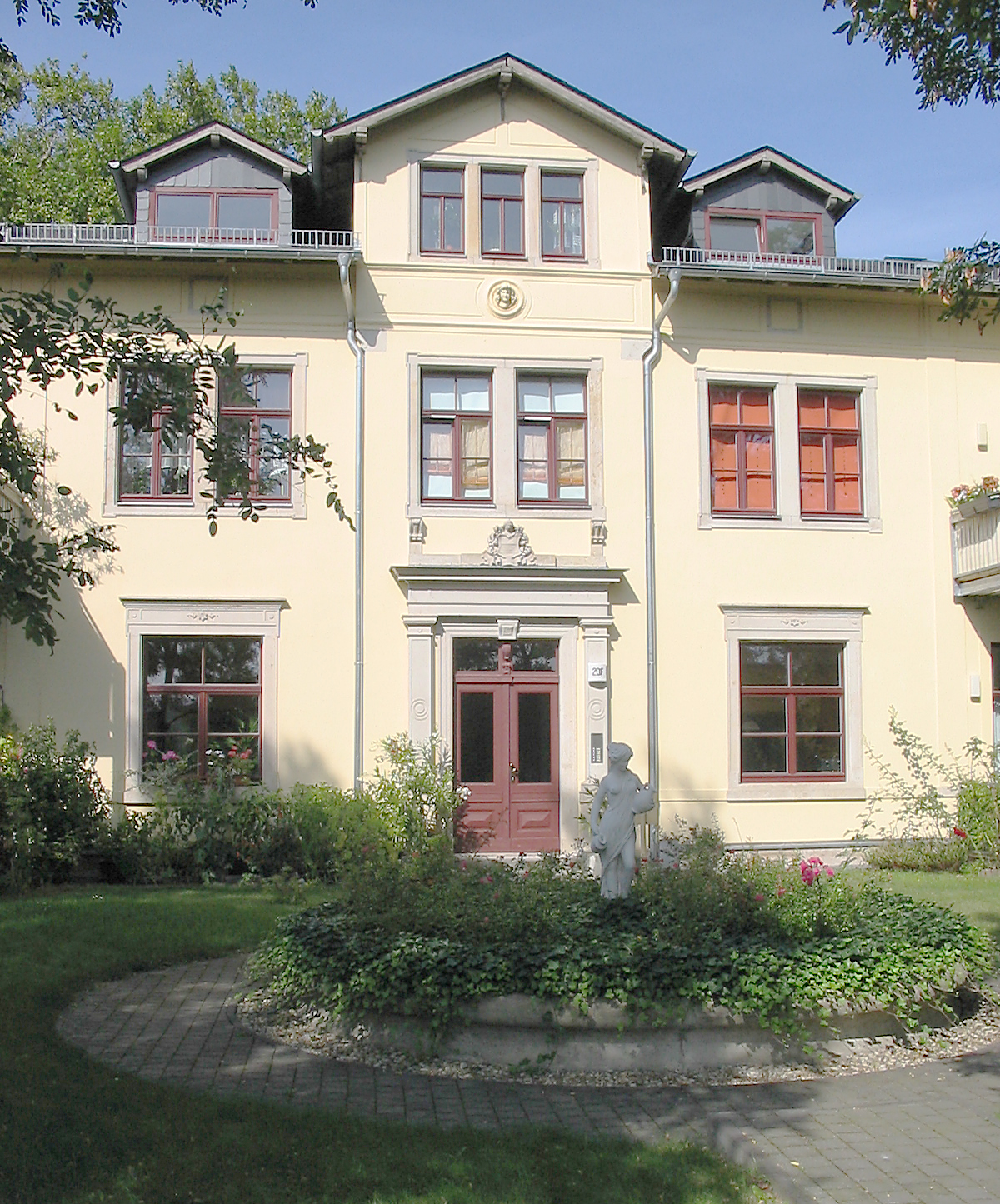
Haus Arnim, Eingangsrisalit, ehemaliger Schalenbrunnen mit Figur

### Herrenhaus
Das Herrenhaus im Stil eines spätklassizistischen Landhauses mit Anklängen an den Schweizerstil, Schalenbrunnen und Toranlage sowie die übriggebliebenen Nebengebäude stehen heute unter Denkmalschutz. Das ehemalige Herrenhaus steht zurückgesetzt in einem Garten, es ist zweigeschossig und hat ein flach geneigtes und weit vorkragendes Satteldach mit Sparrengiebel. In den Traufseiten stehen schmale, dreigeschossige Mittelrisalite mit Sparrengiebel. In dem zur Straße hin stehenden Risalit befindet sich der Eingang, eingerahmt von Pilastern und einer horizontalen Verdachung. Über dieser befindet sich ein Wappen mit der Inschrift „H. von Arnim“, hoch darüber im Giebel ist ein Medaillon mit einer Büste angebracht.
Die Fenster werden durch schlichte Schmuckgewände aus Sandstein eingefasst. Der Putz wird durch Lisenen sowie durch Gesimse gegliedert. Die dekorative Ausmalung im Inneren ist teilweise erhalten.
Zu den unter Denkmalschutz gestellten Objekten gehören auch ein Schalenbrunnen im Garten sowie die Torpfeiler des Anwesens.

### Nebengebäude
Die ebenfalls unter Denkmalschutz gestellten Nebengebäude sind der ehemalige Stall (Waldstraße 20) sowie die ehemalige Wagenremise (Waldstraße 20g).

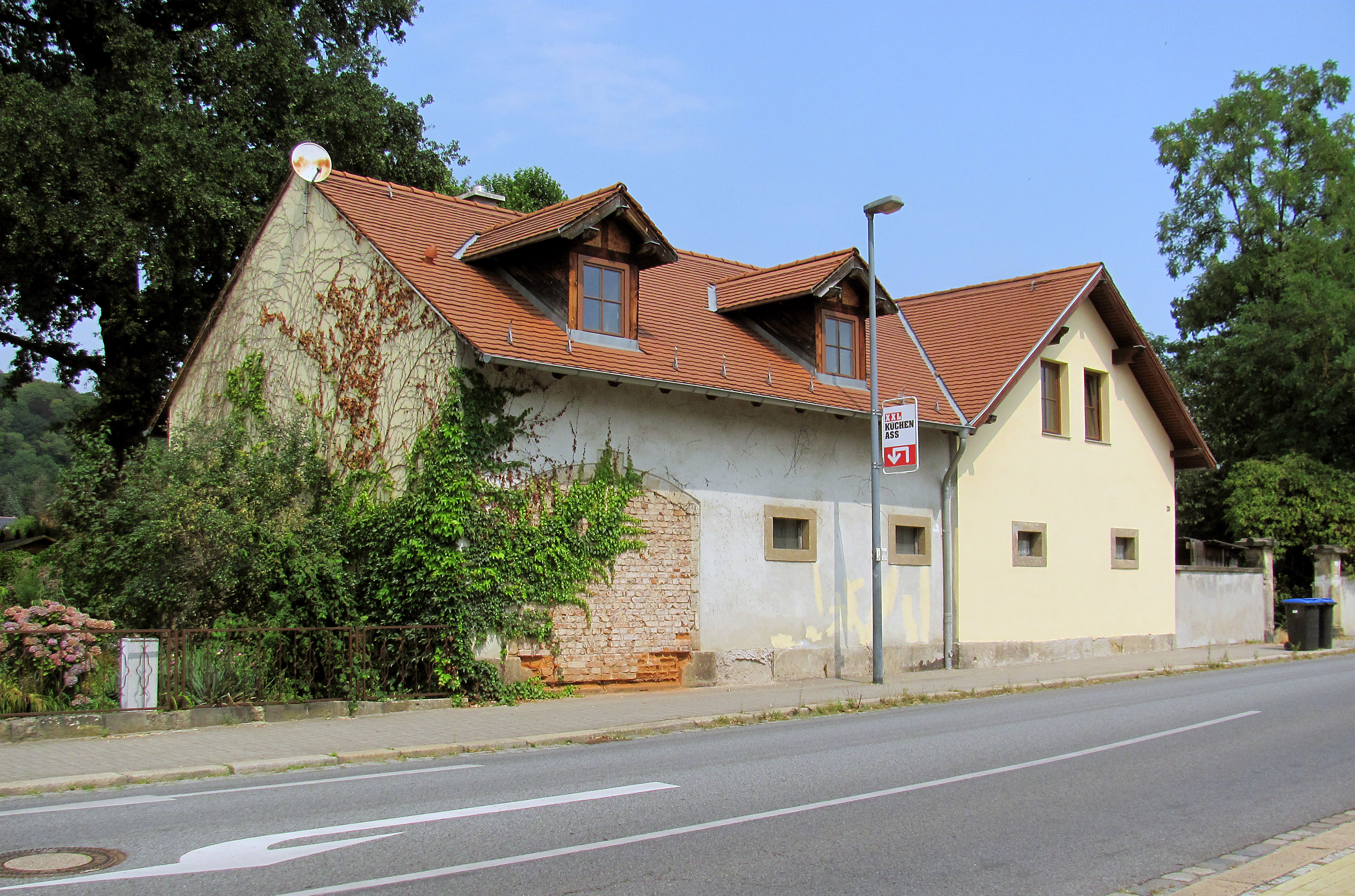
Ehemaliger Stall
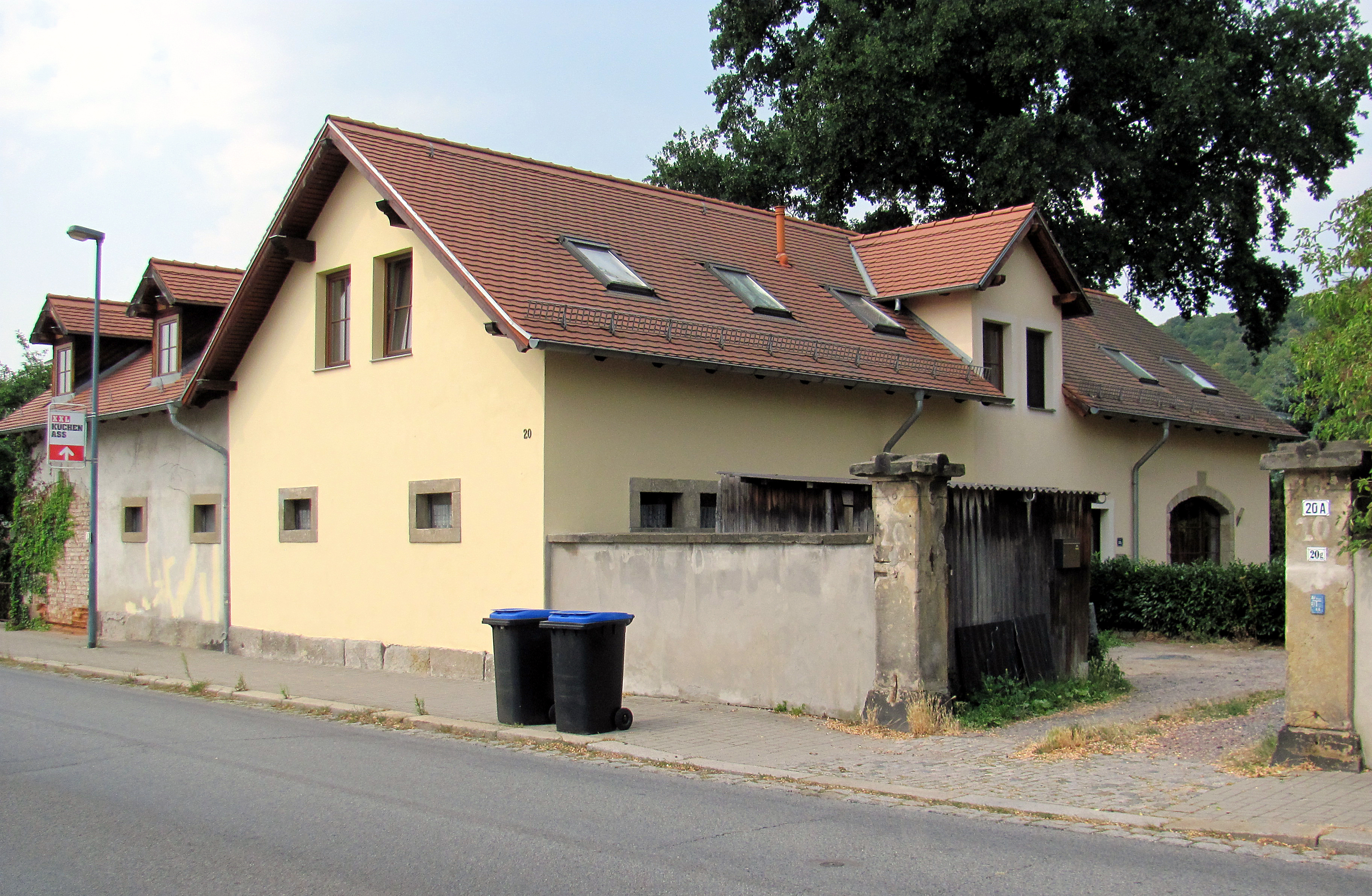
Ehemalige Wagenremise links der Toranlage
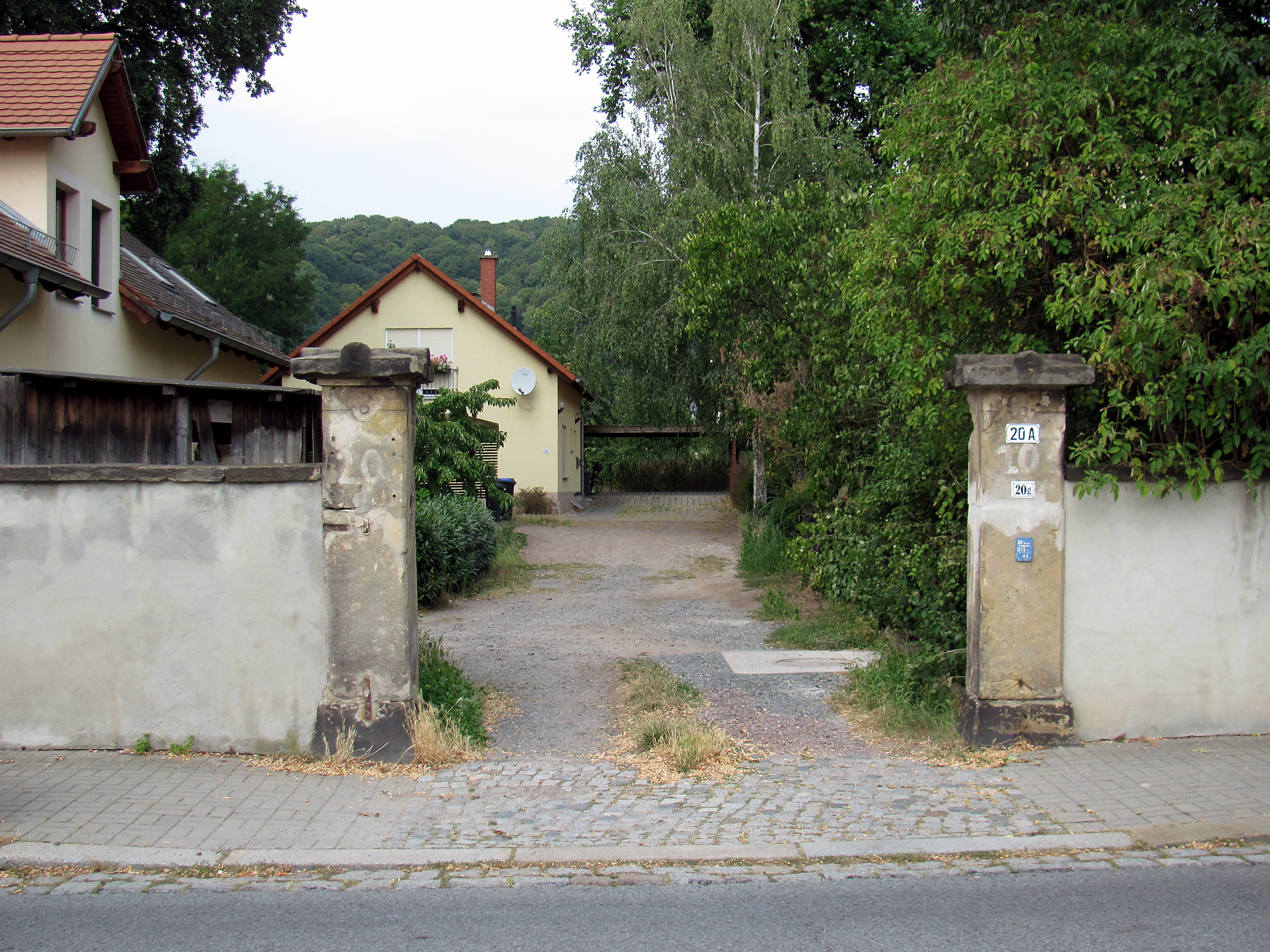
Torpfeiler in das Anwesen

## Geschichte
Im Jahr 1859 war dort die Witwe des ortsansässigen, 1853 verstorbenen Mediziners Otto Kohlschütter gemeldet, die vorher auf dem benachbarten Weinbergsanwesen Karlshof in der Waldstraße 10 gewohnt hatten. 1860 zog sie in das nahegelegene Kyau-Haus (Wettinstraße 2, Ecke zur Waldstraße) um.
Kurz vor Curt Robert von Welck auf Riesa (1798–1866), der sich 1862 in der Waldstraße 32/34 seine Gutsanlage durch Moritz Ziller errichten ließ, beantragte Henning von Arnim die Bauarbeiten auf seinem Anwesen. Moritz Ziller entwarf und baute vor 1861 das Herrenhaus (Nr. 20f), in den folgenden Monaten bis 1862 folgten auf der linken Seite der Einfahrt das noch erhaltene Nebengebäude (Stall, Nr. 20) und die Wagenremise (Nr. 20g) sowie zwei weitere Wirtschaftsgebäude auf der rechten Seite der Einfahrt, die nach 1980 abgerissen wurden.
Im Jahr 1920 gehörte das Anwesen Luise Gräfin zur Lippe-Biesterfeld-Weißenfeld, geb. von Arnim, auf Teichnitz, dazu Frieda Prinzessin zur Lippe (wohnhaft in Baruth) sowie Franziska de Neergaard (wohnhaft in Taarnboorg, Dänemark). Neben einem Grundstückspächter und einem Gärtner hatten sich auf dem Anwesen der Generalleutnant z. D. Max Morgenstern-Döring sowie ein Major Kurt von Schütz eingemietet.
Haus Arnim wurde im Jahr 2003 komplett saniert.